# Hohenstief
Das Hohenstief ist ein Tief in der Gemeinde Wangerland im Landkreis Friesland im Norden von Niedersachsen.
Der etwa 5 km lange Wasserlauf im Jeverland, durch den Binnenwasser in die Nordsee abfließt, entsteht aus dem Zusammenfluss von Poggenburger Leide und Bübbenser Tief bei Hodens.
Er fließt dann in östlicher Richtung und durch St. Joost. 
Bis zur Indienststellung des Wangersiels in Horumersiel mündete das Hohenstief in Hohenstiefersiel in die Jade.
Einen Kilometer östlich von St. Joost mündet von Süden her das Crildumer Tief ein. Das Hohenstief fließt dann in nordöstlicher Richtung weiter, nimmt von links das durch Horumersiel fließende Horumer Tief auf und mündet in das Wangertief, das sich schließlich bei Horumersiel in die Nordsee ergießt.
In früheren Zeiten diente das Tief vor allem zur Entwässerung und als Verkehrsweg, heute auch den Freizeitsportarten Paddeln und Angeln.